# RPM Fusion
RPM Fusion ist ein Software-Repository für die Linux-Distributionen Fedora, Red Hat Enterprise Linux und CentOS. Mit Paketverwaltungs-Tools wie YUM oder PackageKit können in RPM-Packages verpackte Anwendungssoftware oder Systemteile auf den RPM Fusion-Servern gesucht, installiert und aktualisiert werden.

## Softwareangebot
Das Softwareangebot umfasst Programme und System-Teile, die aus verschiedenen Gründen in den genannten Distributionen nicht enthalten sind. Beispiele:
- fglrx-Treiber, ist Proprietäre Software, was einen Verstoß gegen die Lizenzpolitik der Distributionen darstellt.
- nvidia-Treiber ist Proprietäre Software, was einen Verstoß gegen die Lizenzpolitik der Distributionen darstellt.
- lame verstößt möglicherweise gegen Patente der Fraunhofer-Gesellschaft.
- Madwifi ist nur teilweise Open Source, was einen Verstoß gegen die Lizenzpolitik der Distributionen darstellt.

## Geschichte
Am 8. November 2007 beschlossen die Software-Repositories Livna, Freshrpms und Dribble sich zu vereinigen, um die Ressourcen zu bündeln und Abhängigkeits- und Kompatibilitätsprobleme auszuräumen. Bereit war das gemeinsame RPM-Fusion-Repository aber erst Ende 2008 vor der Freigabe von Fedora 10.
„Livna“ ist ein Ananym von „Anvil“. Dies ist wiederum ein Pseudonym von Damien Nadé. Der französische Programmierer ist der Gründer des rpm.livna.org-Projekts. Das Livna-Repository enthält heute noch ein Paket. Dieses Paket heißt libdvdcss und wird benötigt, um kopiergeschützte DVDs abzuspielen. RPM Fusion nahm diese Bibliothek aus rechtlichen Gründen nicht auf.
Freshrpms wurde 2000 von Matthias Saou gegründet, ursprünglich für seinen eigenen Gebrauch.
Dribble enthielt Anwendungen, die weder Fedora noch Livna anboten, da sie nicht ihren Grundsätzen oder Bedürfnissen entsprachen. Dabei handelte es sich vor allem um Multimedia-Anwendungen, Spiele und Emulatoren.